# 特烏帕森蒂

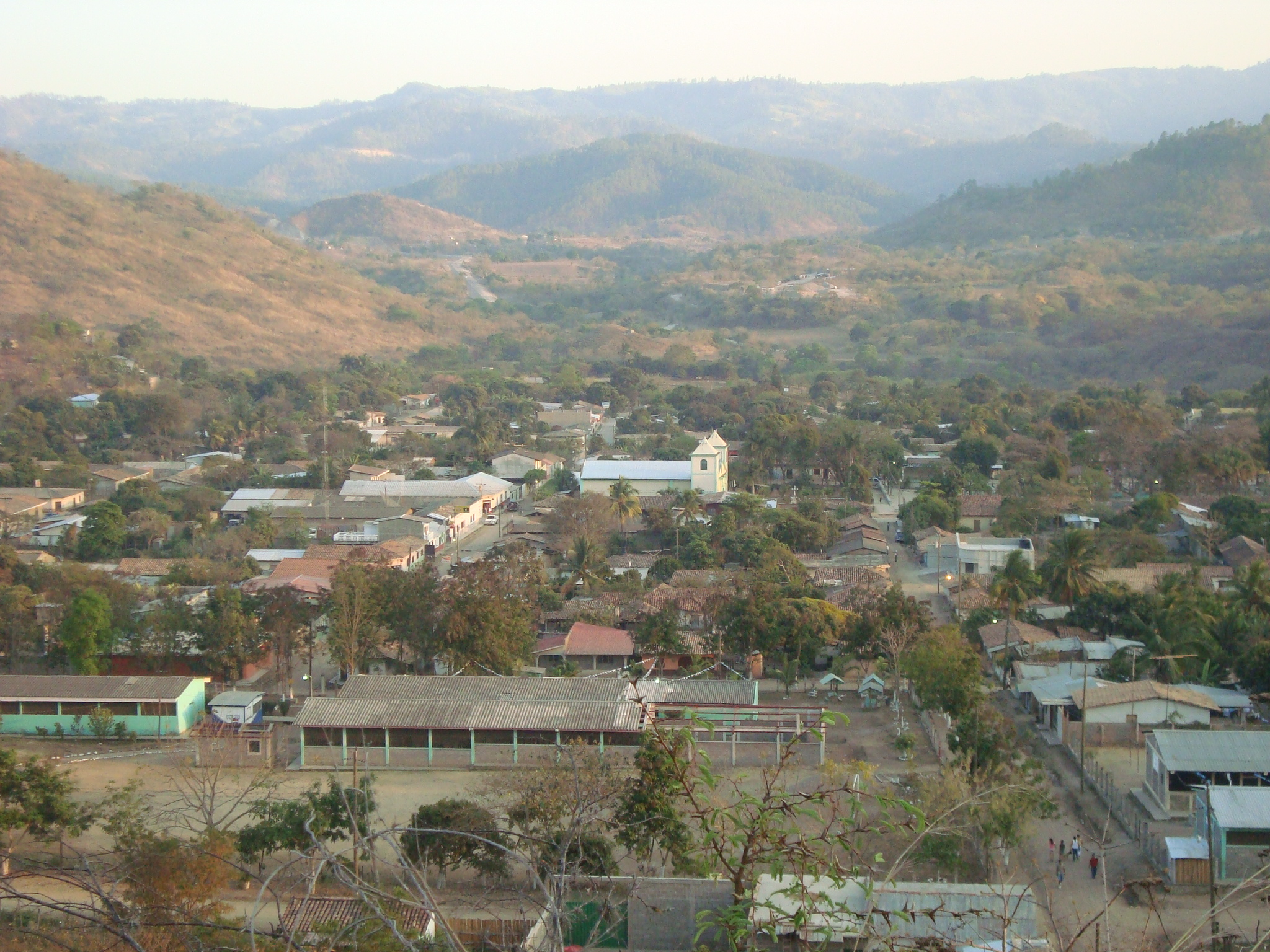
特烏帕森蒂

特烏帕森蒂（西班牙語：Teupasenti），是洪都拉斯的城鎮，位於該國南部，由埃爾帕拉伊索省負責管轄，始建於1859年，面積681.2平方公里，海拔高度627米，2001年人口29,519，人口密度每平方公里43.33人。
14°13′N 86°42′W / 14.217°N 86.700°W